# Strawberry Blonde
Strawberry Blonde er en dansk duo fra Odense, bestående af de enæggede tvillinger Betina og Anja Følleslev Jensen (født den 19. april 1979). Navnet på duoen stammer fra deres naturlige hårfarve som er rødblond (strawberry blonde – jordbærblond – på engelsk). Siden 2004 har duoen optrådt under dette navn til små og større koncerter i Danmark og udlandet; de optræder omkring 60 dage om året. Strawberry Blonde tog for alvor form i 2001, hvor duoen indspillede et studiealbum i samarbejde med produceren Amir Aly i Malmø. Albummet blev dog aldrig udgivet.
Betina er uddannet beklædningsformgiver, har en bachelor i filosofi og designkultur og er ved at færdiggøre kandidatuddannelsen i designledelse på Syddansk Universitet i Kolding. Anja er cand.mag. i engelsk og daglig leder på Studenterhuset i Odense.
I september 2008 udgav duoen støttesinglen "Børn i Bolivia" som indbragte 14.000 kroner til UNICEF.
Den 2. oktober 2009 udkom singlen "Glorious" som en forløber for albummet af samme navn. Den 26. oktober 2009 udgav de to tvillinger deres debutalbum Glorious. Albummet er udgivet på duoens eget label Anna Music, og distribueres af Kick Music/Sony Music Entertainment Denmark.
Albummet er produceret af Strawberry Blonde selv, i samarbejde med Stephan Grabowski, Rune Buhr og Søren Møller, og mixet af Teis Frandsen. Flere af albummets 12 sange er skrevet i tæt samarbejde med en række sangskrivere fra Danmark, Sverige og England. Stilen er en blanding af pop, rock og alternativ country.

De to søstre udgav et nyt album den 2. oktober 2012 med titlen "Alt hvad jeg havde af glas har jeg knust" og havde releasekoncert den 10. oktober 2012. Albummet er også denne gang udgivet på duoens eget label Anna Music, og distribueres denne gang af Gateway Music.

## Medlemmer
- Betina Følleslev Jensen (Vokal)
- Anja Følleslev Jensen (Guitar, Vokal)

## Diskografi

### Studiealbums
- Glorious (2009)
- Alt hvad jeg havde af glas det har jeg knust (2012)

### Singler
- Børn i Bolivia (2008)
- Glorious (2009)
- My Heart Ain't in It (2010)
- Et med dig (2012)
- Regner i København (2012)

## Ekstern kilde/henvisning
- Strawberry Blondes officielle hjemmeside Arkiveret 27. april 2010 hos  Wayback Machine
- Strawberry Blonde på Facebook
- Strawberry Blonde på MySpace